# Xanbulançay su anbarı
Xanbulançay su anbarı är en reservoar i Azerbajdzjan.   Den ligger i distriktet Lənkəran Rayonu, i den sydöstra delen av landet, 210 km söder om huvudstaden Baku. Xanbulaq Su Anbarı ligger 73 meter över havet. Arean är 1,7 kvadratkilometer. Den sträcker sig 3,2 kilometer i nord-sydlig riktning, och 1,6 kilometer i öst-västlig riktning.
Trakten runt Xanbulaq Su Anbarı består till största delen av jordbruksmark. Runt Xanbulaq Su Anbarı är det ganska tätbefolkat, med 120 invånare per kvadratkilometer.